# Zerstörung von Psara
1821

Walachischer Aufstand – Kalamata – Navarino – Patras – Salona – Livadeia – Lalas – Samothraki – Monemvasia – Alamana – Valtetsi – Doliana – 1. Akropolis – Gravia – Drăgășani – Grana – Vasilika (Thessaloniki) – Sculeni – Vasilika (Fthiotida) – Tripoli
1822–1824

Akrokorinth – Chalandritsa – Chios – Naoussa – Chios – Peta – Kompoti – Dervenakia – Agionori – Nauplia – 1. Missolonghi – Karpenisi – 2. Missolonghi – Kasos – Psara – Samos – Gerontas
Griechische Bürgerkriege 1823–1825
Ägyptische Intervention

Kremmydi – Andros – Sphacteria – Maniaki – Myloi – Alexandria – Kakosalesi – Kleisova – 3. Missolonghi – Kastraki – Mani – Varnakova – 2. Akropolis – Arachova – Kamatero – Phaleron
Intervention der Großmächte

Volos – Itea – Mega Spilaio – Navarino – Morea-Expedition – Chios-Expedition – Mortino – Koronisia – Petra
Seeschlachten sind in kursiv

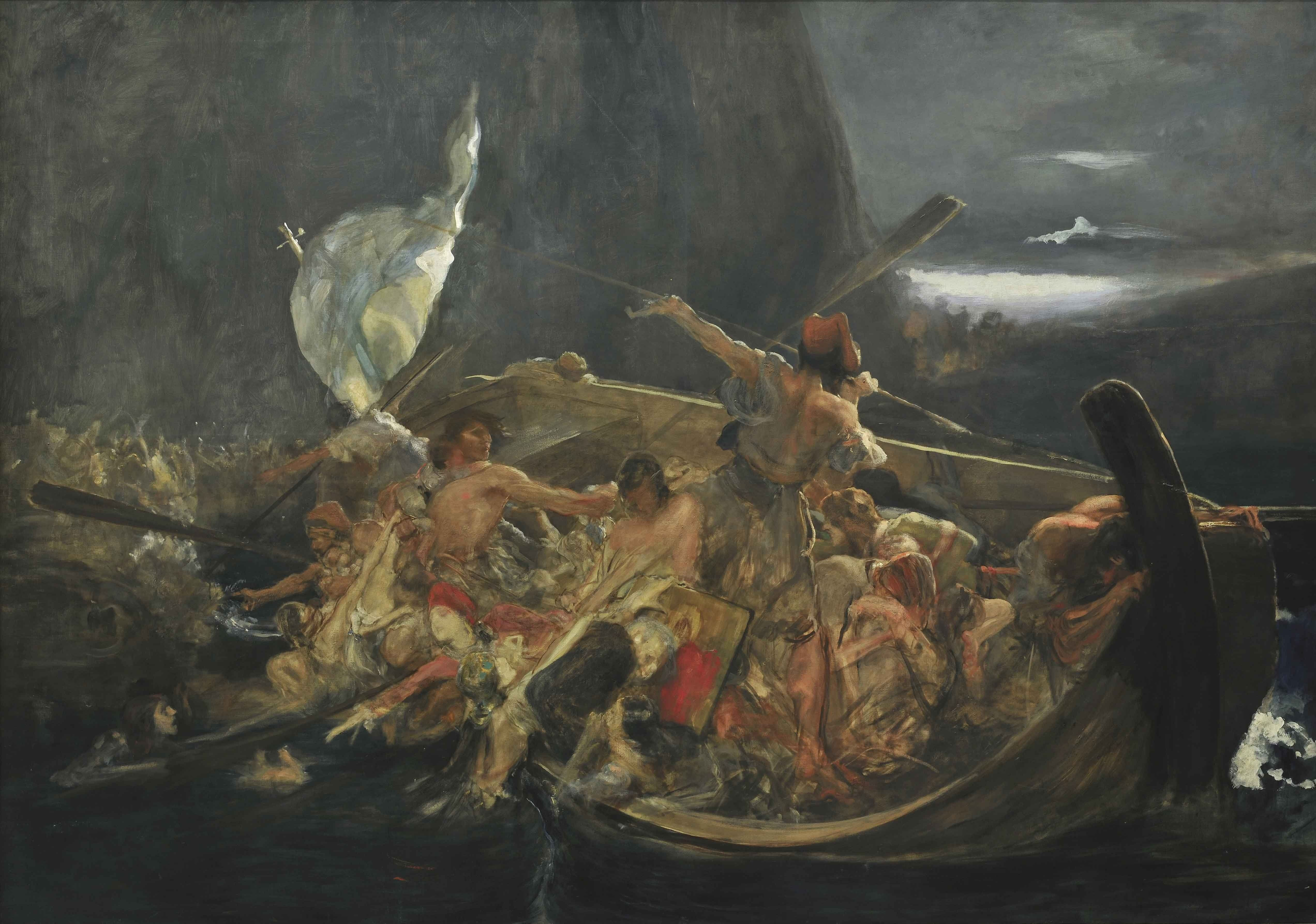
Nikolaus Gysis, Nach der Zerstörung von Psara (1896–1898), Nationalgalerie, Athen

Die Zerstörung von Psara (griechisch Καταστροφή των Ψαρών) oder das Massaker von Psara wurde am 20. und 21. Juni 1824 durch die Osmanen verübt an der griechischen Bevölkerung der Insel Psara. Etwa 15.000 Einwohner wurden getötet oder in die Sklaverei verkauft.

## Hintergrund
Gemäß den im Frieden von Küçük Kaynarca ausgehandelten Vertragsbestimmungen war griechischen Reedern im Mittelmeer und der Schwarzmeerregion freier Handel unter russischer Flagge erlaubt. Neben den Inseln Spetses und Hydra entwickelte sich Psara im 18. Jahrhundert zu einem weiteren Stützpunkt einer der bedeutendsten griechischen Handelsflotten.

## Die Zerstörung von Psara

Nikolaus Gysis, Die Herrlichkeit von Psara (1898)

Psara nahm an dem im Jahr 1821 begonnenen griechischen Freiheitskampf teil und wurde am 21. Junijul. / 3. Juli 1824greg. von der Osmanischen Flotte unter Großadmiral Hüsrev Mehmed Pascha erobert. Insgesamt wurden etwa 15.000 Einwohner getötet oder versklavt, und die Stadt wurde zerstört. Nur ein Teil der Bevölkerung konnte fliehen und Zuflucht auf anderen Inseln der Ägäis finden. Der Dichter Dionysios Solomos thematisierte dies in einem bekannten Gedicht, Die Zerstörung von Psara (griechisch Η καταστροφή των Ψαρών I Katastrofi ton Psaron). Die Bevölkerungszahl erreichte nie mehr den Stand von zuvor. Heute leben viele Nachkommen der ehemaligen Einwohner in Athen oder in Übersee.